# Даунінґ-стріт, 10
Даунінґ-стріт, 10 (англ. 10 Downing Street) — офіційна резиденція лорда-скарбника, який з 1905 року є також Прем'єр-міністром Сполученого Королівства Великої Британії і Північної Ірландії. Ця адреса є однією з найвідоміших у Сполученому Королівстві й у світі. Знаходиться в центрі Лондона на вулиці Даунінґ-стріт, що примикає до Вайтхоллу.

## Історія
Усі резиденції членів уряду розташовані на одній стороні вулиці. Будинки на іншій стороні в XIX столітті були передані Міністерству закордонних справ та у справах Співдружності націй Великої Британії. Вулиця була забудована в 1680-их роках сером Джорджем Даунінґом (його поличчя висить у фоє цього будинку). Джордж Даунінґ перебував на військовій та дипломатичній службі у Олівера Кромвеля і короля Карла II і був відомий своєю заможністю. Таким чином, будівлі понад триста років, в ній близько сотні кімнат. Приватні покої знаходяться на третьому поверсі, кухня — в підвалі. На інших поверхах — кабінети, офіси, приймальні, бенкетні зали — загалом, робочий простір прем'єр-міністра. Є внутрішній двір і тераса. Будинок № 10 на насправді складається з трьох будівель — це комбінація особняка, котеджу і таунхауза. Вони були об'єднані в 1732, № 10 був найбільшим із них. 

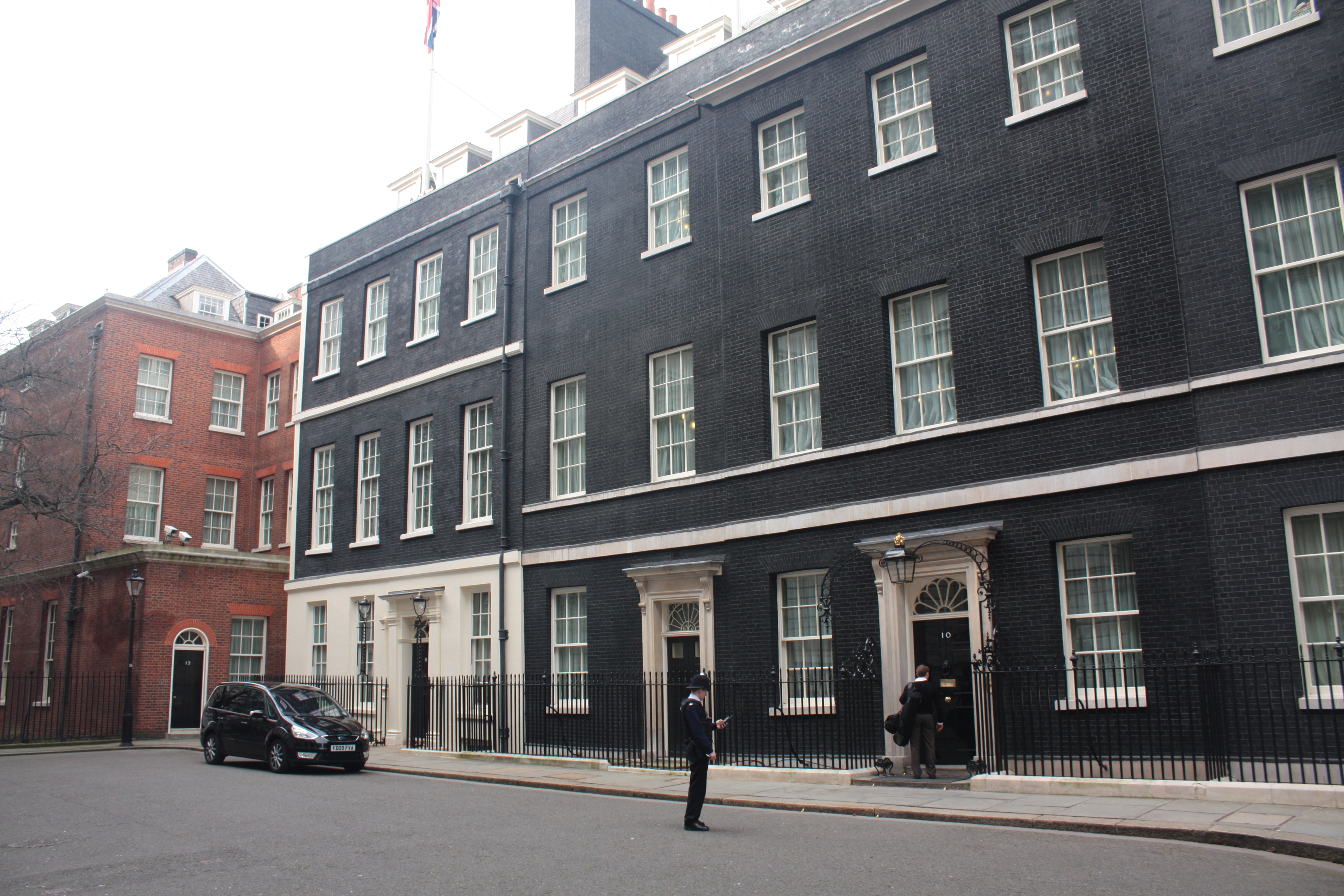
Головний фасад будинку

Після того як Даунінґ забудував вулицю, адреса змінювалась кілька разів, будинок № 10 був домом № 5 до 1787 року. Дизайном будинків займався Крістофер Рен (Christopher Wren). Побудовані вони були за досить дешевою технологією. Сам Даунінґ тут ніколи не жив. З тридцяти одного Першого Лорда (First Lords — так називали раніше прем'єр-міністрів) з 1735 до 1902, шістнадцять жили в будинку № 10. Решта ігнорували власну офіційну резиденцію, мешкаючи в інших місцях, наприклад, з 1834 по 1877 роки будинок був порожній або використовувався в рідкісних випадках для зустрічей і так далі. До того ж побудований на швидку руку дешевий будинок вважався небезпечним для життя — фундамент був слабкий, стінки тріскалися, підлоги були перекошені. Були періодичні спроби ремонту, проте вони не мали значного успіху, до того ж на межі XIX століття район Даунінґ-стріт придбав негативну репутацію — у районі була поширена злочинність та проституція, частими були пограбування та вбивства. Занепад будинків призвів до того що майже всі з них були знесені. Серед кількох вцілілих був 10 будинок. Чергова реконструкція проводилася приблизно з 1960 по 1990 роки, при цьому акцент робився на використанні оригінальних матеріалів і збереженні зовнішнього вигляду. Вартість реставрації становила 3,000,000 фунтів, і тривала близько трьох років. Фундамент було повністю замінено новим, надземна ж частина будинку 10 на 60% складається з нових матеріалів, в той, час як решта 40% складали ретельно відреставровані старовинні фрагменти або їх точні копії. Фасад будівлі раніше був жовтим, проте з часом потемнів через смог. Рішення відмити фасад викликало незадоволення суспільства, і цеглу знову забруднили.
Традицію проживання у будинку відновив прем'єр-міністр Артур Джеймс Балфур; Вінстон Черчилль під час Другої світової війни надавав перевагу перебуванню на Даунінґ-стріт замість переховування у бункері. Деякі прем'єри, зокрема Тоні Блер і Девід Камерон проживали в будинку № 11 зі своїми сім'ями. Також за традицією на Даунінґ-стріт живе кіт, що виконує роль мишолова.
«0» в числі «10» прикріплений нерівно, а під невеликим кутом — саме так було зроблено в оригіналі, спочатку, і ця помилка також стала свого роду символом, характерним знаком. Спершу двері були зроблені з чорного дуба, але після атаки терористів з Ірландської Республіканської Армії (1991) їх замінили на сталеві. 7 лютого 1991 бойовики ІРА обстріляли з міномета будівлю, де відбувалось засідання політиків та військових, включаючи прем'єра Джона Мейджора. Снаряди вибухнули поблизу приміщення, проте не влучили. Загиблих не було, проте кілька співробітників поліції зазнали легких уламкових поранень. Нападники втекли. До цього інциденту резиденція не була захищена належним чином. Доступ на вулицю та будівлі не був обмеженим. Перед будівлею збиралися демонстранти та фотографувалися туристи. Зовні двері не можливо відімкнути через відсутність замкової щілини, а двері відмикає офіцер поліції всередині будинку.

## Світлини

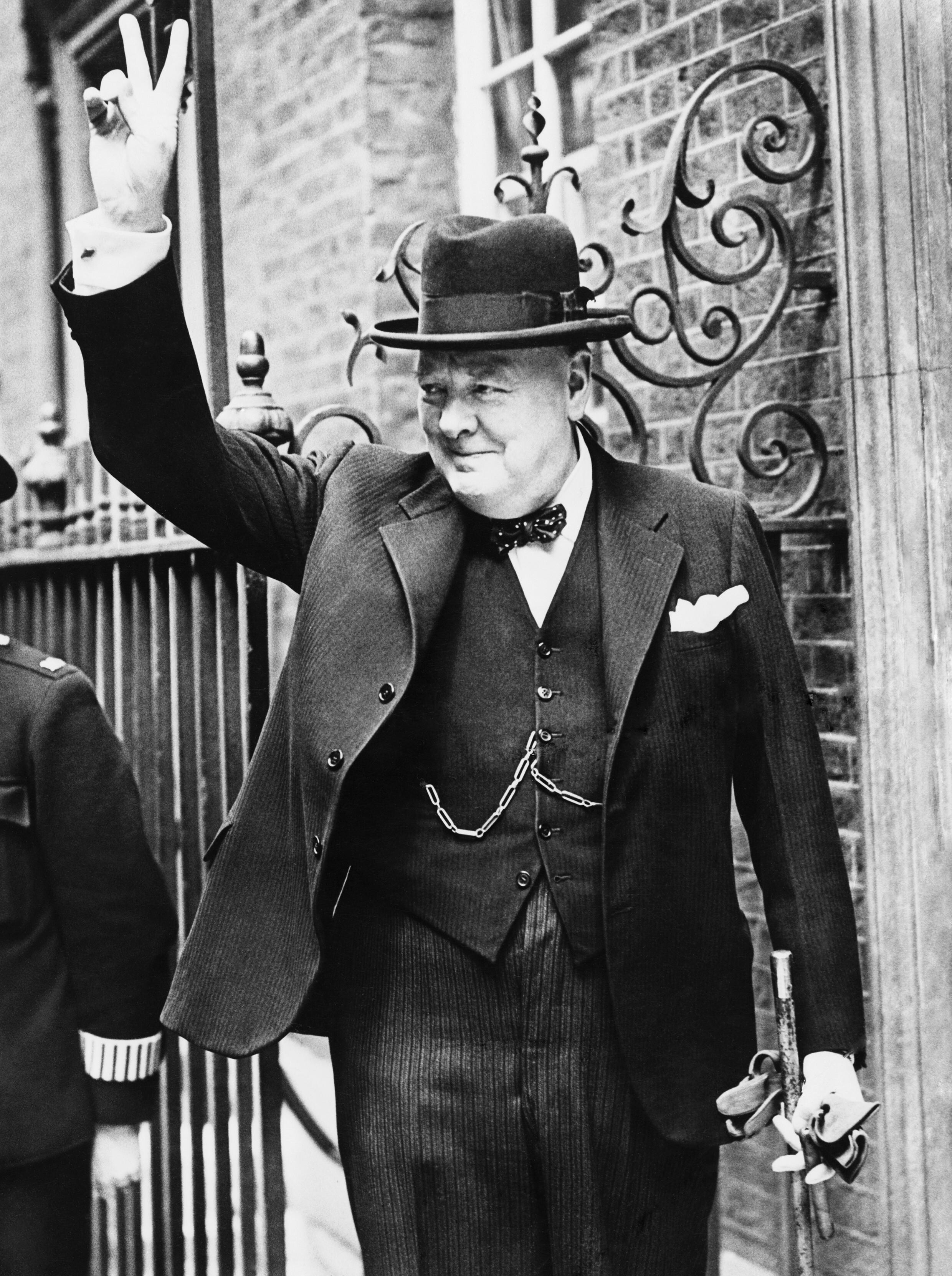
Вінстон Черчилль на ґанку резиденції
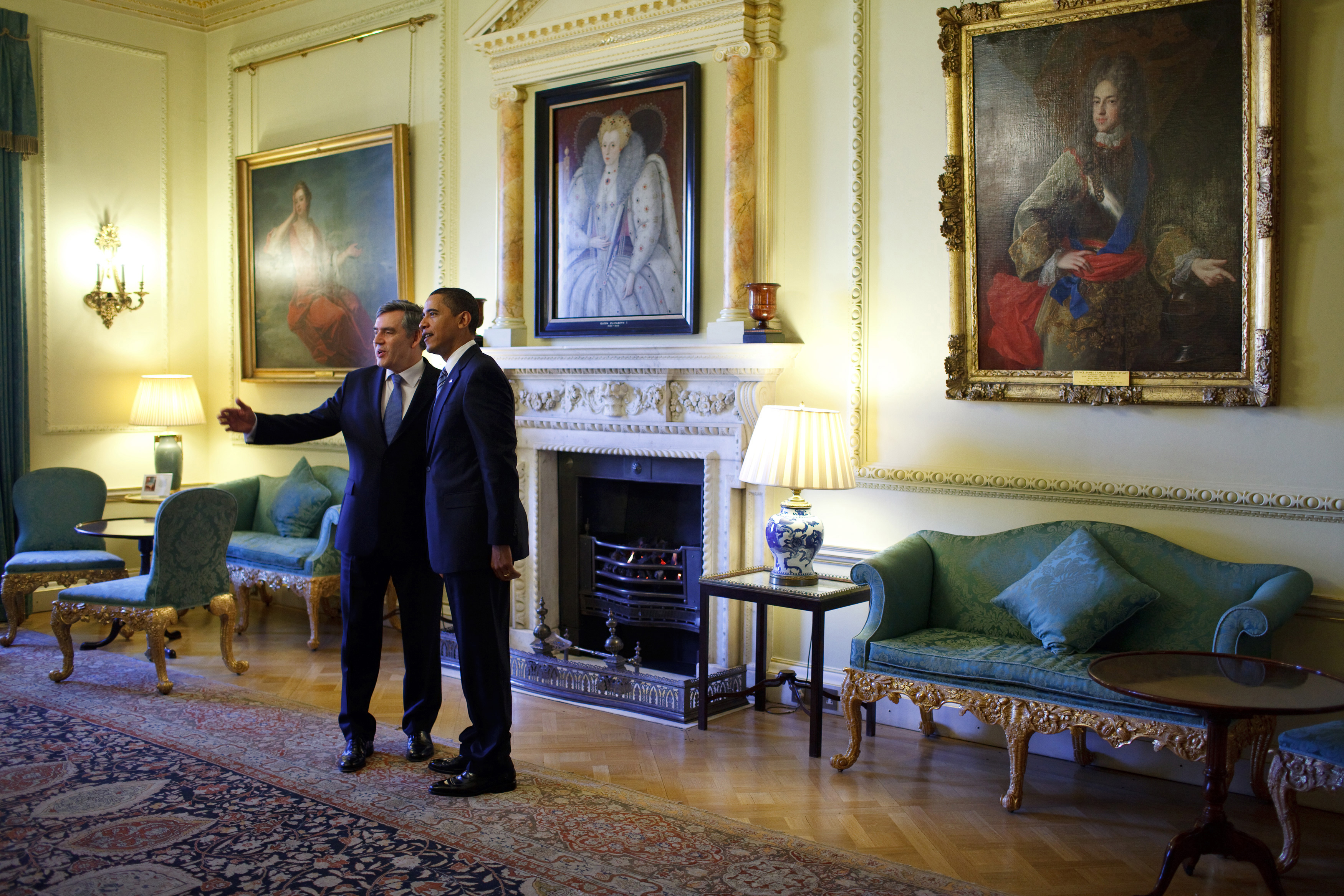
Ґордон Браун та Барак Обама в одному із залів
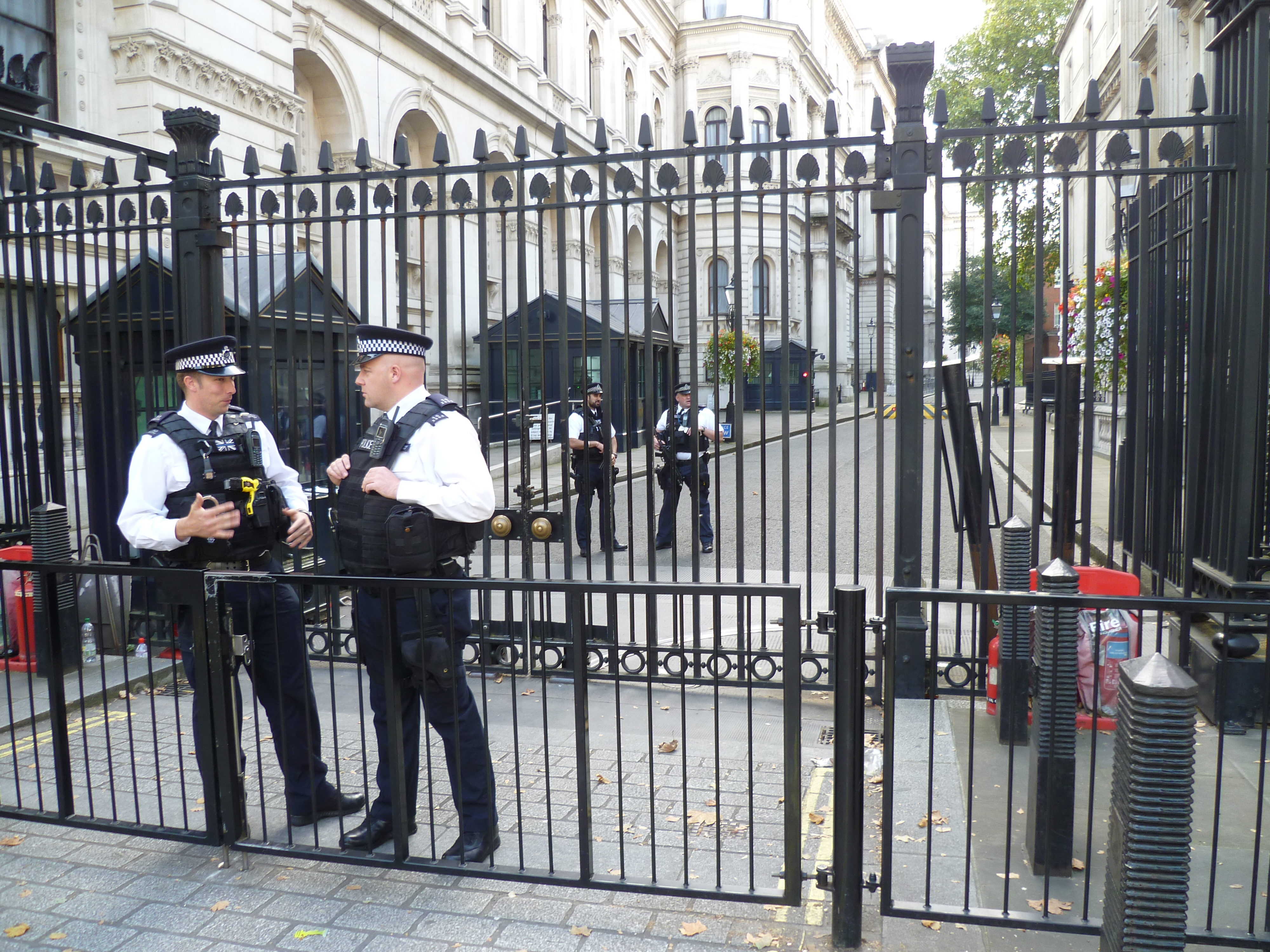
Поліція охороняє спокій прем'єра